# Christa Zöchling
Christa Zöchling (geboren am 28. Februar 1959 in Graz) ist eine österreichische Journalistin und Publizistin. Ab 1992 war sie über zirka 30 Jahre für das Nachrichtenmagazin profil tätig. Danach wurde sie nach eigenen Angaben "stillgelegt", schreibt also nicht mehr für profil, unterliegt aber einer Konkurrenzklausel. Sie veröffentlichte 1999 eine Biographie über Jörg Haider.

## Leben und Werk
Zöchling studierte Geschichte und Germanistik in Graz und Wien. Sie gab Deutschkurse für Ausländer an der Universität Wien und arbeitete an Projekten zur Zeitgeschichte mit. Im Jahre 1989 kam sie als Volontärin zur AZ, kurz nachdem diese von der SPÖ verkauft und von Hans Schmid übernommen worden war. Nach Einstellung der AZ Ende Oktober 1991 arbeitete Zöchling kurz für den Kurier und wurde schließlich 1992 als innenpolitische Redakteurin von profil verpflichtet.
Zöchling beschreibt schwerpunktmäßig die österreichische Innenpolitik und befasst sich immer wieder mit dem Thema Rechtspopulismus. Sie hat in Buchform zwei Standardwerke zu Jörg Haider vorgelegt und schreibt fallweise auch für Sammelbände und andere Publikationen, wie Emma. Nachdem Zöchling in der Profil-Ausgabe vom 7. September 2015 FPÖ-Sympathisanten als „die hässlichsten Menschen Wiens, ungestalte unförmige Leiber, strohige, stumpfe Haare, ohne Schnitt, ungepflegt, Glitzer-T-Shirts, die spannen, Trainingshosen, Leggins. Pickelhaut. Schlechte Zähne, ausgeleierte Schuhe“ beschrieben hatte, wurde profil.at vom österreichischen Presserat gerügt, da es sich um einen Verstoß gegen Punkt 7 des Ehrenkodex für die österreichische Presse (Schutz vor Pauschalverunglimpfung und Diskriminierung) handle.
Sie hält auch regelmäßig Vorträge, etwa im Fachbereich Gender Studies an der Universität Innsbruck.

## Auszeichnungen
- 2007: Willy und Helga Verkauf-Verlon Preis für österreichische antifaschistische Publizistik (gemeinsam mit Doron Rabinovici), Dokumentationsarchiv des österreichischen Widerstandes
- 2015: Wiener Journalistinnenpreis, Frauennetzwerk Medien
- 2018: Ferdinand-Berger-Preis[6]
- 2022: Concordia-Preis für Menschenrechte[7]

## Buchpublikationen
- Haider. Licht und Schatten einer Karriere. Molden, Wien 1999, ISBN 3-85485-025-5.
- Haider. Eine Karriere (= Econ. 26747). Econ-Taschenbuch-Verlag, München 2000, ISBN 3-612-26747-7.

## Nachweise
1. ↑  Journalismus im Rechtsruck – mit Christa Zöchling. In: Cultural Broadcasting Archive. 10. Mai 2023, abgerufen am 14. Januar 2024 (deutsch).
2. ↑  Edith Meinhart: Christa Zöchling: "Unerwünscht zu sein, steigert die Arbeitsfreude der Journalistin". In: profil. 17. Januar 2023, abgerufen am 14. Januar 2024.
3. ↑  Christa Zöchling: Gertraud Knoll: Albtraum der Rechten, Emma, Januar/Februar 2009, Zugriff am 16. Februar 2014
4. ↑  Österreichischer Presserat – Selbständiges Verfahren aufgrund von Mitteilungen mehrerer Leserinnen und Lesern (PDF; 310 kB)
5. ↑  Universität Innsbruck, Boulevardisierung und Skandalisierungslogik, Zugriff am 16. Februar 2014
6. ↑  orf.at: Axel-Corti-Preis für Karim El-Gawhary. Artikel vom 10. April 2018, abgerufen am 10. April 2018.
7. ↑  Concordia-Journalismuspreise an Lendvai, Thür, Zöchling. In: Kurier.at. 26. April 2022, abgerufen am 26. April 2022.

| Personendaten    | Personendaten                                |
| ---------------- | -------------------------------------------- |
| NAME             | Zöchling, Christa                            |
| KURZBESCHREIBUNG | österreichische Journalistin und Publizistin |
| GEBURTSDATUM     | 28. Februar 1959                             |
| GEBURTSORT       | Graz                                         |